# Андросове
Андро́сове (в минулому — Олександрівка) — село в Україні, у Великосеверинівській сільській громаді Кропивницького району Кіровоградської області. Населення становить 46 осіб.

## Історія
Станом на 1886 рік у селі Високобайрацької волості Олександрійського повіту Херсонської губернії мешкало 228 осіб, налічувалось 46 дворових господарств, існував недіючий винокурений завод.

## Населення
Згідно з переписом УРСР 1989 року чисельність наявного населення села становила 48 осіб, з яких 13 чоловіків та 35 жінок.
За переписом населення України 2001 року в селі мешкало 46 осіб.

### Мова
Розподіл населення за рідною мовою за даними перепису 2001 року:
| Мова       | Відсоток |
| ---------- | -------- |
| українська | 84,78 %  |
| російська  | 15,22 %  |